# Wybory regionalne w Brandenburgii w 2009 roku

Podział miejsc w Landtagu Brandenburgii po wyborach w 2009 r.

Wyniki wyborów w poszczególnych okręgach wyborczych Brandenburgii

Wybory regionalne w Brandenburgii w 2009 roku – odbyły się 27 września. Zgodnie z oficjalnymi wynikami zwycięstwo odniosła Socjaldemokratyczna Partia Niemiec, która uzyskała ok. 33,00% głosów.

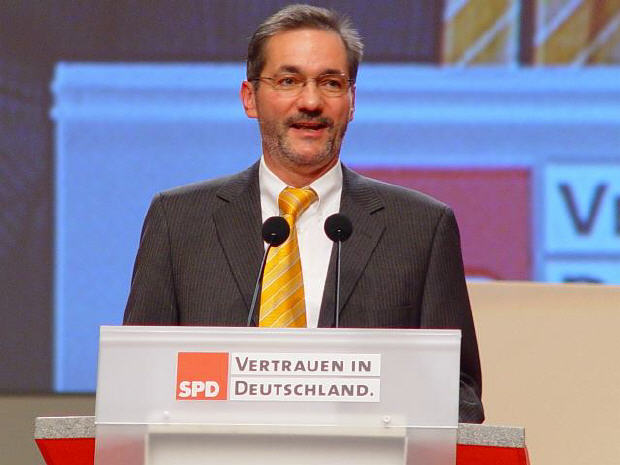
Matthias Platzeck (SPD), szef rządu Brandenburgii od 2002

## Wyniki
| Partia                                            | Wyniki w % |
| ------------------------------------------------- | ---------- |
| Sozialdemokratische Partei Deutschlands (SPD)     | 33,00      |
| Die Linke                                         | 29,45      |
| Christlich Demokratische Union Deutschlands (CDU) | 19,80      |
| Freie Demokratische Partei (FDP)                  | 7,2        |
| Bündnis 90/Die Grünen (Grüne)                     | 5,7        |
| Deutsche Volksunion (DVU)                         | –          |
| Inne                                              | ?          |